# Сибахара, Эна
Эна Сибахара (яп. 柴原 瑛菜 Сибахара Эна, ромадзи: Ena Shibahara; род. 12 февраля 1998, Маунтин-Вью, Калифорния, США) — японская теннисистка, до июля 2019 года выступавшая за США. Победительница одного турнира Большого шлема в миксте (Открытый чемпионат Франции-2022); финалистка одного турнира Большого шлема в парном разряде (Открытый чемпионат Австралии-2023); победительница 11 турниров WTA в парном разряде.
Победительница Открытого чемпионата США (2016) в парном разряде среди девушек.

## Биография
Родилась в Маунтин-Вью (Калифорния). В теннис начала играть с семи лет, тренер — Сухеи Сибахара. В 2016 году с Джейдой Харт выиграла Открытый чемпионат США среди девушек в парном разряде. С 2016 по 2018 год изучала социологию в Калифорнийском университете в Лос-Анджелесе. В свой первый год в университете была признана новичком года Межуниверситетской теннисной ассоциации (ITA), лучшим игроком конференции Pac-12 и включена в символическую сборную Северной Америки. Год закончила на 4-м месте в рейтинге ITA в одиночном разряде. На втором курсе вновь была признана лучшим игроком конференции и включена в символическую сборную Северной Америки.
Выиграла свой первый профессиональный турнир (ITF с призовым фондом 25 тысяч долларов) в парном разряде в июне 2018 года в Батон-Руже и к концу сезона завоевала пять титулов в турнирах ITF. В начале сезона 2019 года стала с американкой Хейли Картер победительницей турнира WTA 125 в Ньюпорт-Биче (Калифорния), а в дальнейшем четыре раза играла в финалах турниров основного тура WTA, завоевав два титула с японкой Сюко Аоямой. Они также стали полуфиналистками премьер-турнира высшей категории в Пекине. В итоге Сибахара закончила сезон на 31-й позиции в рейтинге WTA в парном разряде.
В начале 2020 года японская пара выиграла премьер-турнир в Санкт-Петербурге и удачно сыграла в предварительном раунде Кубка Федерации. После перерыва в сезоне, вызванного пандемией COVID-19, Аояма и Сибахара не добились успехов в остаток хардового сезона, но затем дошли до полуфинала в Открытом чемпионате Италии и четвертьфинала в Открытом чемпионате Франции. По итогам сезона Сибахара разместилась на 23-м месте в парном рейтинге.
В первые три месяца сезона 2021 года Аояма и Сибахара продолжали развивать предыдущие успехи. Они выиграли три премьер-турнира, в том числе турнир высшей категории в Майами, где были посеяны пятыми, доведя число совместных титулов до шести, а в Открытом чемпионате Австралии стали четвертьфиналистками, повторив лучший результат Сибахары в турнирах Большого шлема. В феврале Сибахара впервые сыграла за сборную Японии в Кубке Билли Джин Кинг и в паре с Аоямой принесла команде единственное очко в проигранном матче против испанок.
Ещё два титула Аояма и Сибахара завоевали летом — сначала на премьер-турнире в Истборне, а затем в Кливленде. На Уимблдонском турнире японская пара улучшила свой высший результат в турнирах Большого шлема, дойдя до полуфинала, где проиграла будущим чемпионкам Элизе Мертенс и Се Шувэй. В июле Сибахара впервые вошла в десятку сильнейших в парном рейтинге WTA. Уже в сентябре они с Аоямой гарантировали себе участие в Итоговом турнире WTA, проводимом с участием восьми сильнейших пар мира, а по ходу самого турнира, 15 ноября, Сибахара достигла в парном рейтинге высшего в карьере 5-го места. Японкам удалось выйти в полуфинал, где они, как и на Уимблдоне, проиграли Се и Мертенс.
На Открытом чемпионате Австралии 2022 года посеянные под вторым номером Аояма и Сибахара дошли до полуфинала, где неожиданно уступили несеяной паре Анна Данилина и Беатрис Хаддад Майя. Вскоре после этого Сибахара составила пару с американкой Эйжей Мухаммад. На премьер-турнире в Индиан-Уэлсе они были посеяны только седьмыми, но пробились в финал. На оставшихся турнирах Большого шлема японско-американский тандем, напротив, выступал неудачно и во всех трёх выбыл из борьбы в третьем раунде. В итоге Сибахара завершила сезон за пределами первой двадцатки рейтинга. Её высший успех в 2022 году пришёлся на смешанный парный разряд: на Открытом чемпионате Франции они с Уэсли Колхофом из Нидерландов были посеяны вторыми и прошли весь путь до титула.
В 2023 году сотрудничество с Аоямой было возобновлено. На Открытом чемпионате Австралии японская пара, в посеве бывшая только десятой, показала свой лучший к этому моменту результат в турнирах Большого шлема и пробилась в финал после победы над посеянными под вторым номером Коко Гауфф и Джессикой Пегулой. В первой половине года Сибахара побывала ещё в двух финалах с другими партнёршами — на турнире ITF в Берни (Тасмания) с Ариной Родионовой и в Чарлстоне с мексиканкой Гильяной Ольмос, а с Аоямой дошла до полуфинала в Индиан-Уэлсе. В оставшихся турнирах Большого шлема японки выступили неудачно, но после поражения во Франции выиграли турнир на траве в Хертогенбосе, а после провала на Уимблдоне — Открытый чемпионат Канады в Монреале, в пяти матчах которого одержали победы в четырёх тай-брейках. С 25 победами в 45 матчах пара обеспечила себе второе за три сезона участие в итоговом турнире года. В миксте лучшим результатом Сибахары стал выход в полуфинал Открытого чемпионата США с Мате Павичем. Там их остановили Данилина и Харри Хелиёваара.
В первой половине 2024 года лучшим результатом Сибахары был выход в полуфинал турнира в Индиан-Уэлсе в паре с Эйжей Мухаммад. Ближе к концу сезона, составив пару с Лаурой Зигемунд, она дважды подряд дошла до финала в турнирах WTA в Японии, в том числе выиграв Открытый чемпионат Японии в Осаке, на котором они были посеяны третьими. В отличие от предыдущих лет карьеры, Сибахара также активно выступала в одиночном разряде. Начав сезон с квалификации в турнирах ITF, уже в феврале выиграла в Техасе турнир с призовым фондом 25 тысяч долларов. В апреле стала финалисткой турнира-стотысячника в Токио. На Открытом чемпионате США впервые в карьере участвовала в квалификации в одиночном разряде и не только преодолела её, но и вышла во второй круг основной сетки после победы над 95-й ракеткой мира Дарьей Сэвилл, прежде чем проиграть возглавлявшей рейтинг Иге Свёнтек 0-6, 1-6. Ближе к концу года дошла до финала на турнире уровня W75 в Ранчо-Санта-Фе. В целом за сезон поднялась в одиночном разряде с 548-й на 132-ю позицию, а в парах закончила год на 42-м месте.

## Итоговое место в рейтинге WTA по годам
| Год  | Одиночный рейтинг | Парный рейтинг |
| 2024 | 135               | 41             |
| 2023 | 570               | 14             |
| 2022 | 510               | 22             |
| 2021 | 579               | 5              |
| 2020 | 533               | 23             |
| 2019 | 446               | 31             |
| 2018 | 1005              | 300            |
| 2017 | 798               | 603            |
| 2016 |                   | 1061           |
| 2015 | 909               | 745            |

## Выступления на турнирах

### Финалы турнировITFв одиночном разряде (5)

#### Победа (1)
| Легенда:                 |
| ------------------------ |
| WTA 125 (0+1)*           |
| W100 / 100.000 USD (0+1) |
| 80.000 USD (0)           |
| W75 / 60.000 USD (0+3)   |
| W35 / 25.000 USD (1+4)   |
| W15 / 15.000 USD (0)     |

| Титулы по покрытиям | Титулы по месту проведения матчей турнира |
| ------------------- | ----------------------------------------- |
| Хард (1+8)*         | Зал (0+1)                                 |
| Грунт (0)           | Зал (0+1)                                 |
| Трава (0)           | Открытый воздух (1+8)                     |
| Ковёр (0+1)         | Открытый воздух (1+8)                     |

* количество побед в одиночном разряде + количество побед в парном разряде.
| №  | Дата         | Турнир      | Покрытие | Соперница в финале | Счёт        |
| 1. | 3 марта 2024 | Спринг, США | Хард     | Ива Йович          | 6-2 4-6 6-3 |

#### Поражения (4)
| №  | Дата           | Турнир              | Покрытие | Соперница в финале | Счёт           |
| 1. | 28 апреля 2024 | Токио, Япония       | Хард     | Мэддисон Инглис    | 4-6 6-3 2-6    |
| 2. | 6 октября 2024 | Ранчо-Санта-Фе, США | Хард     | Ива Йович          | 3-6 3-6        |
| 3. | 27 апреля 2025 | Токио, Япония       | Хард     | Вакана Сонобе      | 4-6 7-6(1) 3-6 |
| 4. | 11 мая 2025    | Прага, Чехия        | Грунт    | Франческа Джонс    | 3-6 4-6        |

### Финалы турниров Большого шлема в парном разряде (1)

#### Поражение (1)
| №  | Год  | Турнир                       | Покрытие | Партнёрша  | Соперницы в финале                   | Счёт    |
| 1. | 2023 | Открытый чемпионат Австралии | Хард     | Сюко Аояма | Барбора Крейчикова Катерина Синякова | 4-6 3-6 |

### Финалы турнировWTAв женском парном разряде (19)

#### Победы (11)
| Легенда:                                     |
| -------------------------------------------- |
| Турниры Большого шлема (0+0+1)*              |
| Олимпиада (0)                                |
| Итоговый турнир WTA (0)                      |
| Трофей элиты WTA (0)                         |
| Premier Mandatory / WTA 1000 Mandatory (0+1) |
| Premier 5 / WTA 1000 (0+1)                   |
| Premier / WTA 500 (0+5)                      |
| International / WTA 250 (0+4)                |

| Титулы по покрытиям | Титулы по месту проведения матчей турнира |
| ------------------- | ----------------------------------------- |
| Хард (0+9)*         | Зал (0+2)                                 |
| Грунт (0+0+1)       | Зал (0+2)                                 |
| Трава (0+2)         | Открытый воздух (0+9+1)                   |
| Ковёр (0)           | Открытый воздух (0+9+1)                   |

* количество побед в одиночном разряде + количество побед в парном разряде + количество побед в миксте.
| №   | Дата            | Турнир                  | Покрытие   | Партнёрша      | Соперницы в финале                    | Счёт            |
| 1.  | 13 октября 2019 | Тяньцзинь, Китай        | Хард       | Сюко Аояма     | Мию Като Нао Хибино                   | 6-3 7-5         |
| 2.  | 20 октября 2019 | Москва, Россия          | Хард (зал) | Сюко Аояма     | Бетани Маттек-Сандс Кирстен Флипкенс  | 6-2 6-1         |
| 3.  | 16 февраля 2020 | Санкт-Петербург, Россия | Хард (зал) | Сюко Аояма     | Алекса Гуарачи Кэйтлин Кристиан       | 4-6 6-3 [10-3]  |
| 4.  | 13 января 2021  | Абу-Даби, ОАЭ           | Хард       | Сюко Аояма     | Хейли Картер Луиза Стефани            | 7-6(5) 6-4      |
| 5.  | 7 февраля 2021  | Мельбурн, Австралия     | Хард       | Сюко Аояма     | Анна Калинская Виктория Кужмова       | 6-3 6-4         |
| 6.  | 4 апреля 2021   | Майами, США             | Хард       | Сюко Аояма     | Хейли Картер Луиза Стефани            | 6-2 7-5         |
| 7.  | 26 июня 2021    | Истборн, Великобритания | Трава      | Сюко Аояма     | Николь Мелихар Деми Схюрс             | 6-1 6-4         |
| 8.  | 28 августа 2021 | Кливленд, США           | Хард       | Сюко Аояма     | Кристина Макхейл Саня Мирза           | 7-5 6-3         |
| 9.  | 17 июня 2023    | Хертогенбос, Нидерланды | Трава      | Сюко Аояма     | Виктория Грунчакова Тереза Мигаликова | 6-3 6-3         |
| 10. | 13 августа 2023 | Монреаль, Канада        | Хард       | Сюко Аояма     | Дезире Кравчик Деми Схюрс             | 6-4 4-6 [13-11] |
| 11. | 20 октября 2024 | Осака, Япония           | Хард       | Лаура Зигемунд | Кристина Букша Моника Никулеску       | 3-6 6-2 [10-2]  |

#### Поражения (8)
| №  | Дата            | Турнир                       | Покрытие | Партнёрша      | Соперницы в финале                   | Счёт            |
| 1. | 14 апреля 2019  | Богота, Колумбия             | Грунт    | Хейли Картер   | Зои Хайвз Астра Шарма                | 1-6 2-6         |
| 2. | 4 августа 2019  | Сан-Хосе, США                | Хард     | Сюко Аояма     | Николь Мелихар Квета Пешке           | 4-6 4-6         |
| 3. | 19 марта 2022   | Индиан-Уэлс, США             | Хард     | Эйжа Мухаммад  | Сюй Ифань Ян Чжаосюань               | 5-7 6-7(4)      |
| 4. | 29 января 2023  | Открытый чемпионат Австралии | Хард     | Сюко Аояма     | Барбора Крейчикова Катерина Синякова | 4-6 3-6         |
| 5. | 9 апреля 2023   | Чарлстон, США                | Грунт    | Гильяна Ольмос | Даниэль Коллинз Дезире Кравчик       | 6-0 4-6 [12-14] |
| 6. | 15 октября 2023 | Чжэнчжоу, Китай              | Хард     | Сюко Аояма     | Габриэла Дабровски Эрин Рутлифф      | 2-6 4-6         |
| 7. | 27 октября 2024 | Токио, Япония                | Хард     | Лаура Зигемунд | Сюко Аояма Эри Ходзуми               | 4-6 6-7(3)      |
| 8. | 22 июня 2025    | Ноттингем, Великобритания    | Трава    | Анна Данилина  | Лаура Зигемунд Беатрис Хаддад Майя   | 3-6 2-6         |

### Финалы турнировWTA 125иITFв женском парном разряде (13)

#### Победы (9)
| №  | Дата            | Турнир              | Покрытие   | Партнёрша     | Соперницы в финале                      | Счёт              |
| 1. | 24 июня 2018    | Батон-Руж, США      | Хард       | Хейли Картер  | Габриэла Талабэ Астра Шарма             | 6-3 6-4           |
| 2. | 5 августа 2018  | Лексингтон, США     | Хард       | Хейли Картер  | Саназ Маранд Виктория Родригес          | 6-3 6-1           |
| 3. | 7 октября 2018  | Стоктон, США        | Хард       | Хейли Картер  | Куинн Глисон Луиза Стефани              | 7-5 5-7 [10-7]    |
| 4. | 10 ноября 2018  | Лоренс, США         | Хард (зал) | Владица Бабич | Анна Данилина Ксения Ласкутова          | 6-4 6-2           |
| 5. | 18 ноября 2018  | Норман, США         | Хард       | Владица Бабич | Мария Хосе Портильо Рамирес София Сюинг | 6-2 6-3           |
| 6. | 27 января 2019  | Ньюпорт-Бич, США    | Хард       | Хейли Картер  | Янина Викмайер Тейлор Таунсенд          | 6-3 7-6(1)        |
| 7. | 24 февраля 2019 | Ранчо-Санта-Фе, США | Хард       | Хейли Картер  | Франческа ди Лоренцо Кэти Макнейли      | 7-5 6-2           |
| 8. | 19 мая 2019     | Куруме, Япония      | Ковёр      | Хироко Кувата | Моюка Утияма Эрина Хаяси                | 0-6 6-4 [10-5]    |
| 9. | 27 апреля 2025  | Токио, Япония       | Хард       | Го Ханьюй     | Мананчая Савангкаев Ланлана Тараруди    | 5-7 7-6(1) [10-5] |

#### Поражения (4)
| №  | Дата            | Турнир                   | Покрытие | Партнёрша       | Соперницы в финале           | Счёт           |
| 1. | 18 октября 2015 | Макинохара, Япония       | Трава    | Юкина Сайго     | Котоми Такахата Канаэ Хисами | 4-6 1-6        |
| 2. | 17 ноября 2019  | Хьюстон, США             | Хард     | Шэрон Фичмен    | Эллен Перес Луиза Стефани    | 6-1 4-6 [5-10] |
| 3. | 5 февраля 2023  | Берни, Австралия         | Хард     | Арина Родионова | Эри Ходзуми Маи Хонтама      | 6-4 3-6 [6-10] |
| 4. | 30 марта 2025   | Пуэрто-Вальярта, Мексика | Хард     | Майя Джойнт     | Кристина Макхейл Ханна Чанг  | 6-2 2-6 [7-10] |

### ФиналыБольшого шлемав смешанном парном разряде (1)

#### Победа (1)
| №  | Год  | Турнир                     | Покрытие | Партнёрша    | Соперники в финале           | Счёт       |
| 1. | 2022 | Открытый чемпионат Франции | Грунт    | Уэсли Колхоф | Ульрикке Эйкери Йоран Влиген | 7-6(5) 6-2 |